# العلاقات الأندورية البريطانية
العلاقات الأندورية البريطانية هي العلاقات الثنائية التي تجمع بين أندورا والمملكة المتحدة.

## مقارنة بين البلدين
هذه مقارنة عامة ومرجعية للدولتين:
| وجه المقارنة                                              | أندورا                                                     | المملكة المتحدة                 |
| --------------------------------------------------------- | ---------------------------------------------------------- | ------------------------------- |
| المساحة (كم2)                                             | 468                                                        | 242.50 ألف                      |
| عدد السكان (نسمة)                                         | 76.18 ألف                                                  | 66.02 مليون                     |
| الكثافة السكانية (ن./كم²)                                 | 16.28 ألف                                                  | 272.25                          |
| العاصمة                                                   | أندورا لا فيلا                                             | لندن                            |
| اللغة الرسمية                                             | اللغة الكتالونية                                           | لغة إنجليزية، اللغة الويلزية    |
| العملة                                                    | يورو                                                       | جنيه إسترليني                   |
| الناتج المحلي الإجمالي (بليون دولار)                      | 3.01 مليار                                                 | 2.62 تريليون                    |
| الناتج المحلي الإجمالي (تعادل القوة الشرائية) بليون دولار |                                                            | 2.72 تريليون                    |
| الناتج المحلي الإجمالي الاسمي للفرد دولار أمريكي          |                                                            | 43.88 ألف                       |
| الناتج المحلي الإجمالي للفرد دولار أمريكي                 |                                                            | 40.23 ألف                       |
| مؤشر التنمية البشرية                                      | 0.858                                                      | 0.907                           |
| رمز المكالمات الدولي                                      | +376                                                       | +44                             |
| رمز الإنترنت                                              | .ad                                                        | .uk، .gb                        |
| المنطقة الزمنية                                           | ت ع م+01:00، توقيت وسط أوروبا، ت ع م+02:00، أوروبا/أندورا ‏ | توقيت غرينيتش، توقيت غرب أوروبا |

## منظمات دولية مشتركة
يشترك البلدان في عضوية مجموعة من المنظمات الدولية، منها:
| علم المنظمة | اسم المنظمة                    | تاريخ انضمام أندورا | تاريخ انضمام المملكة المتحدة |
| ----------- | ------------------------------ | ------------------- | ---------------------------- |
|             | الاتحاد الدولي للاتصالات       | 12 نوفمبر 1993      | 24 فبراير 1871               |
|             | منظمة حظر الأسلحة الكيميائية   | ?                   | ?                            |
|             | يونسكو                         | 20 أكتوبر 1993      | 4 نوفمبر 1946                |
|             | مجلس أوروبا                    | ?                   | 5 مايو 1949                  |
|             | الأمم المتحدة                  | 28 يوليو 1993       | 24 أكتوبر 1945               |
|             | منظمة الشرطة الجنائية الدولية  | ?                   | ?                            |
|             | منظمة الأمن والتعاون في أوروبا | 25 أبريل 1996       | 25 يونيو 1973                |

## وصلات خارجية
- موقع وزارة الخارجية الأندورية
- موقع وزارة الخارجية البريطانية